# Massarina leucadendri
Massarina leucadendri är en svampart som beskrevs av Marinc., M.J. Wingf. & Crous 2008. Massarina leucadendri ingår i släktet Massarina och familjen Massarinaceae.   Inga underarter finns listade i Catalogue of Life.